# 그레테 카우슬란
그레테 카우슬란(Grethe Kausland, 1947년 7월 3일 ~  2007년 6월 16일)은 노르웨이의 가수이다. 유로비전 송 콘테스트 1972에서 베니 보그와 함께 노르웨이 대표로 참가했다.